# Sitio de Aspis
El sitio de Aspis fue un suceso ocurrido en el año 256 a. C., durante la primera guerra púnica, entre un ejército romano dirigido por los cónsules Marco Atilio Régulo y Lucio Manlio Vulsón y el ejército cartaginés que guarnecía la ciudad de Aspis (si es que pasaba de ser una milicia).

## Antecedentes
Alrededor del 261 a. C., navíos cartagineses habían comenzado a realizar pequeñas incursiones en busca de botín por las costas de la Italia meridional, pero sin que dejaran de ser ataques aislados. Como respuesta, en el 256 a. C., los romanos se propusieron no una simple incursión, sino una invasión en toda regla de los dominios púnicos en el norte de África, a la vez que simultáneamente continuaban avanzando en su lucha por el control de Sicilia. Este ataque por dos frentes tenía por objetivo forzar a Cartago a un tratado de paz que favoreciera los intereses de la República romana.
Tras un corto período que los cónsules romanos utilizaron para reorganizarse y dar un respiro a sus hombres tras la batalla naval frente al cabo Ecnomo, de la que salieron victoriosos, sus naves se dirigieron sin encontrar resistencia hacia el cabo Bon (actualmente Túnez), y tomaron tierra cerca de la ciudad de Aspis. Luego de otorgar un nuevo descanso a las tropas por la travesía marítima, los romanos vararon sus embarcaciones en una playa y excavaron un foso con el que protegerlas, para finalmente poner Aspis bajo asedio.

## El sitio
Se tienen muy pocos indicios acerca de la duración y finalización del bloqueo de la plaza africana. Se conoce que el sitio tuvo una muy escasa duración, lo que hace suponer que la guarnición cartaginesa no supuso un verdadero problema y no provocó pérdidas importantes en las fuerzas atacantes.

## Consecuencias
Una vez el asentamiento se hubo sometido ante los latinos y estos seleccionaron una guarnición, los cónsules decidieron redactar un informe al Senado, tras lo que se dedicaron a lanzar razias sobre aquella gran y fértil región. Requisaron abundante ganado, obtuvieron botín e incendiaron las granjas de los adinerados terratenientes púnicos. Se calcula que tomaron alrededor de 20 000 prisioneros a la vez que fueron liberando a los esclavos de origen itálico que encontraron por su camino, y que seguramente habían sido capturados antes del estallido de la guerra, según el cronista bizantino Juan Zonaras.
Como contestación al informe, el Senado exigió el regreso de Vulsón junto con el grueso de la flota y los prisioneros, dejando a Régulo con 40 naves. Aspis permaneció poco tiempo bajo el dominio de Roma, ya que volvería a manos cartaginesas después de la derrota y captura de Régulo a manos del mercenario espartano Jantipo en la batalla de los Llanos del Bagradas. Mucho tiempo más tarde, Aspis volvería definitivamente a manos romanas y sería denominada Clupea, el equivalente en latín del término púnico Aspis, ya que ambas palabras significan «escudo».